# Choco-Story (Bruselas)

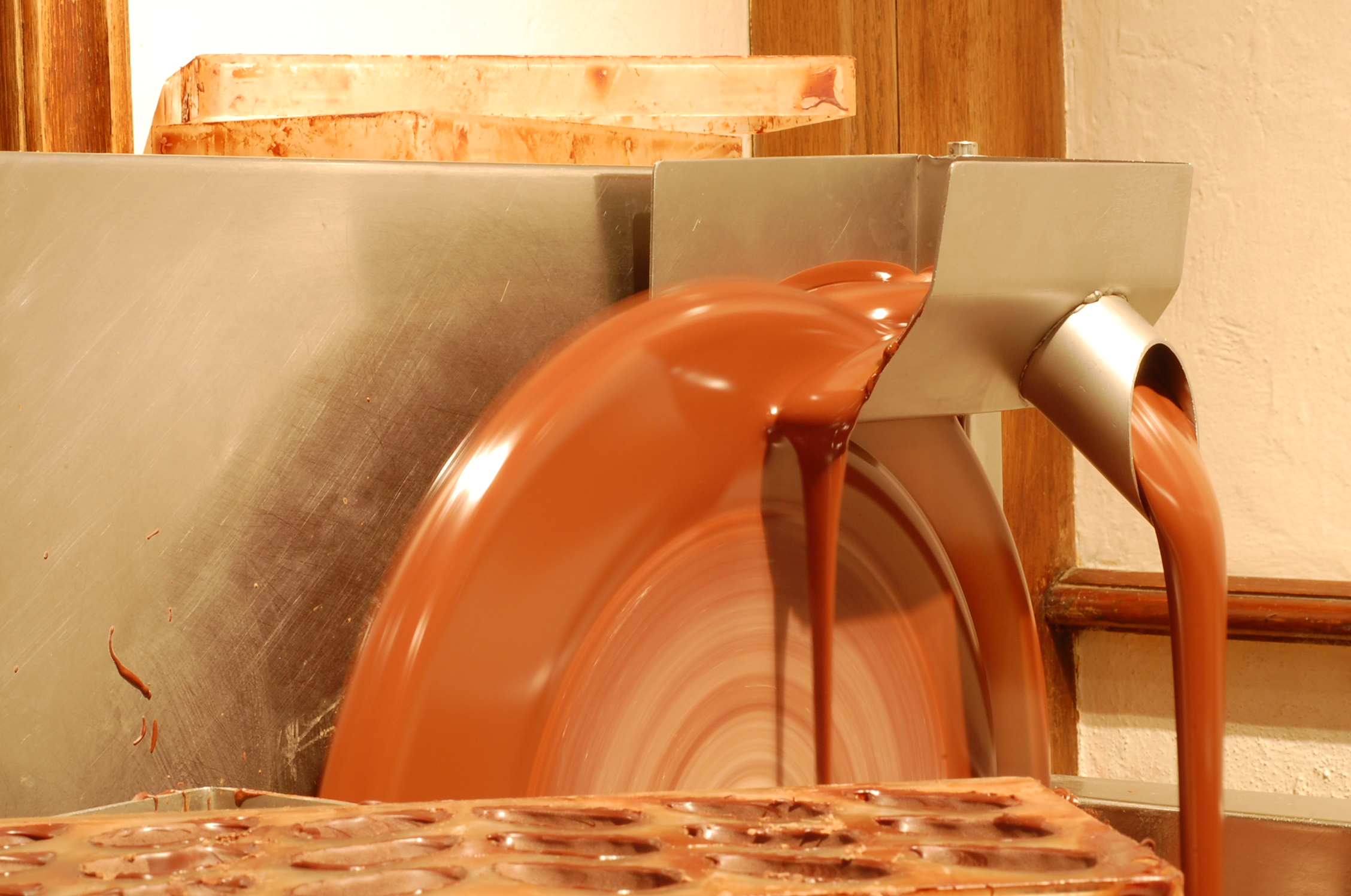
Máquina para templar el chocolate.

El Museo del Cacao y el Chocolate (en francés: Musée du cacao et du chocolat, en neerlandés: Museum van cacao en chocolade) es un museo privado en Bruselas, Bélgica, fundado en 1998 por iniciativa de Gabrielle Draps, esposa de un famoso chocolatero belga, Joseph "Jo" Draps, fundador de Godiva Chocolatier.

## Historia
Gabrielle Draps representa la tercera generación de chocolateros belgas y estaba casada con el fundador del fabricante de chocolate Godiva Jo Draps. Abrió el museo en 1998 en el edificio De Valck (que data de 1697), y fue sucedida por su hija, Peggy van Lierde, en 2007.
En mayo de 2014, el Museo del Cacao y el Chocolate pasó a llamarse "Choco-Story Brussels" tras la asociación de la familia Van Lierde-Draps con la familia Van Belle, que ya posee Choco-Story Bruges, el Musée du Chocolate de Brujas. Dos familias apasionadas por el chocolate se unen para ofrecer un museo lúdico y gourmet que exhibe chocolate de calidad. Un maestro chocolatero hace todos los días de apertura bombones de una manera tradicional bajo los ojos de los visitantes.